# Descerebração
Descerebração é uma condição patológica resultante de quadros de trauma, tumores ou de hemorragia que acometam áreas cerebrais acima da região 
localizada entre o colículo superior e o inferior no tronco encefálico, de modo a eliminar a influência do córtex sobre os tractos motores.
Nessa condição são afetados e interrompidos os tractos motores rubro-espinal e cortico-espinal, ambas vias responsáveis pela flexão de músculos sendo que o tracto rubro-espinal está associado a flexão da parte proximal dos membros superiores.
Os tractos responsáveis pela extensão dos músculos tais como os tractos vestibulo-espinal e reticulo-espinal não terão sua funcionalidade alterada nesse tipo de lesão.
Quando o córtex perde influência ativadora sobre tais tractos flexores estes por sua vez se tornarão inativos  levando à extensão dos quatro membros do individuo.
Essas características motoras dos membros são levadas em conta na avaliação diagnóstica do coma traumático, que é feita através da Escala de Coma de Glasgow.
Um individuo que apresente um quadro de descerebração, já se encontra coma grave, sendo que a descerebração tem prognóstico pior que a *Decorticação.